# Jean Elias
Jean Elias (5 december 1969) is een voormalig Braziliaans voetballer.